# Pizzaschaar
Een pizzaschaar is een stuk gereedschap (schaar) dat speciaal ontworpen is om pizza's mee te knippen.
Het handvat is omhoog gezet, waardoor de gebruiker niet met zijn handen door de pizza gaat tijdens het knippen. De onderkant van de schaar bevat meestal een dwars stuk, waardoor hij niet met de punt in de pizzapan steekt en deze beschadigt, en ook geeft het tegenkracht tijdens het knippen, waardoor de schaar netjes onder de pizza blijft zitten.